# Pallavolo ai Giochi panafricani - Torneo maschile
Il torneo maschile di pallavolo ai Giochi panafricani è una competizione pallavolistica per squadre nazionali africane, organizzata con cadenza quadriennale dall'ACONA, durante i Giochi panafricani.

## Edizioni
| Edizione      | Edizione      | Podio    | Podio          | Podio          |
| Anno          | Organizzatore | Campione | Seconda        | Terza          |
| ------------- | ------------- | -------- | -------------- | -------------- |
| 1965 Dettagli | Brazzaville   | Egitto   | Tunisia        | Rep. del Congo |
| 1973 Dettagli | Lagos         | Egitto   | Tunisia        | Senegal        |
| 1978 Dettagli | Algeri        | Tunisia  | Nigeria        | Algeria        |
| 1987 Dettagli | Nairobi       | Camerun  | Algeria        | Nigeria        |
| 1991 Dettagli | Il Cairo      | Algeria  | Egitto         | Camerun        |
| 1995 Dettagli | Harare        | Egitto   | Camerun        | Nigeria        |
| 1999 Dettagli | Johannesburg  | Camerun  | Nigeria        | Egitto         |
| 2003 Dettagli | Abuja         | Egitto   | Nigeria        | Camerun        |
| 2007 Dettagli | Algeri        | Egitto   | Tunisia        | Algeria        |
| 2011 Dettagli | Maputo        | Camerun  | Algeria        | Kenya          |
| 2015 Dettagli | Brazzaville   | Algeria  | Rep. del Congo | Egitto         |
| 2019 Dettagli | Rabat         | Camerun  | Algeria        | Egitto         |
| 2024 Dettagli | Accra         | Egitto   | Kenya          | Ghana          |

## Medagliere
| Pos. | Squadra        | 1º posto | 2º posto | 3º posto | Totale |
| ---- | -------------- | -------- | -------- | -------- | ------ |
| 1    | Egitto         | 6        | 1        | 3        | 10     |
| 2    | Camerun        | 4        | 1        | 2        | 7      |
| 3    | Algeria        | 2        | 3        | 2        | 7      |
| 4    | Tunisia        | 1        | 3        | 0        | 4      |
| 5    | Nigeria        | 0        | 3        | 2        | 5      |
| 6    | Rep. del Congo | 0        | 1        | 1        | 2      |
| 6    | Kenya          | 0        | 1        | 1        | 2      |
| 8    | Senegal        | 0        | 0        | 1        | 1      |
| 8    | Ghana          | 0        | 0        | 1        | 1      |